# Resolutie 2289 Veiligheidsraad Verenigde Naties
Resolutie 2289 van de Veiligheidsraad van de Verenigde Naties werd op 27 mei 2016 unaniem aangenomen door de VN-Veiligheidsraad, en verlengde de toestemming voor de vredesmacht van de Afrikaanse Unie in Somalië tot 8 juli 2016.
De Veiligheidsraad had over Somalië vergaderd op het VN-hoofdkwartier in Nairobi, daar Kenia veel Somalische vluchtelingen telde en er terreuraanslagen werden gepleegd door de Somalische groepering Al Shabaab.
Op 19 mei hadden de vergaderingen plaatsgevonden in de Somalische hoofdstad Mogadishu – om veiligheidsredenen op de luchthaven. Aldaar had men de Somalische regering aangespoord ondanks de onrust in het land door te zetten met de presidentsverkiezingen die normaal gezien in augustus moesten doorgaan. Die regering had eerder al te kennen gegeven dat verkiezingen met algemeen kiesrecht net als in 2012 onmogelijk zouden zijn, en dat enkel onder meer regionale leiders zouden stemmen.

## Achtergrond
In 1960 werden de voormalige kolonies Brits-Somaliland en Italiaans-Somaliland onafhankelijk en samengevoegd tot Somalië. In 1969 greep het leger de macht en werd Somalië een socialistisch-islamitisch land. In de jaren 1980 leidde het verzet tegen het totalitair geworden regime tot een burgeroorlog en in 1991 viel het centrale regime. Sindsdien beheersten verschillende groeperingen elk een deel van het land en viel Somalië uit elkaar. Toen milities van de Unie van Islamitische Rechtbanken de hoofdstad Mogadishu veroverden, greep buurland Ethiopië in en heroverde de stad. 
In 2007 stuurde de Afrikaanse Unie met toestemming van de Veiligheidsraad een vredesmacht naar Somalië. In 2008 werd piraterij voor de kust van Somalië een groot probleem. In september 2012 trad na verkiezingen een nieuwe president aan die met zijn regering de rol van de tijdelijke autoriteiten, die Somalië jarenlang hadden bestuurd, moest overnemen.

## Inhoud
De Veiligheidsraad:
- Herinnert aan zijn voorgaande resoluties en verklaringen van zijn voorzitter betreffende de situatie in Somalië; in het bijzonder de resoluties 2093, 2232 en 2245.
- Erkent het belang van consultaties met relevante betrokkenen tijdens de recente missie van de Veiligheidsraad naar Somalië.
- Wijst erop genoeg tijd nodig te hebben om de resultaten van de missie te beschouwen, en erkent daarbij de noodzaak van een kortstondige verlenging van het mandaat van de missie van de Afrikaanse Unie in Somalië (AMISOM).
- Handelend onder hoofdstuk VII van het Handvest van de Verenigde Naties:

1. Beslist de lidstaten van de Afrikaanse Unie toe te staan AMISOM tot 8 juli 2016 voort te zetten met nog steeds maximaal 22.126 manschappen, en laat de deelnemende landen tevens toe alle nodige maatregelen te treffen om hun mandaat uit te voeren.
2. Vraagt secretaris-generaal Ban Ki-moon logistieke ondersteuning te blijven geven.
3. Besluit actief op de hoogte te blijven.

Lijst ·  2260 ·  2261 ·  2262 ·  2263 ·  2264 ·  2265 ·  2266 ·  2267 ·  2268 ·  2269 ·  2270 ·  2271 ·  2272 ·  2273 ·  2274 ·  2275 ·  2276 ·  2277 ·  2278 ·  2279 ·  2280 ·  2281 ·  2282 ·  2283 ·  2284 ·  2285 ·  2286 ·  2287 ·  2288 ·  2289 ·  2290 ·  2291 ·  2292 ·  2293 ·  2294 ·  2295 ·  2296 ·  2297 ·  2298 ·  2299 ·  2300 ·  2301 ·  2302 ·  2303 ·  2304 ·  2305 ·  2306 ·  2307 ·  2308 ·  2309 ·  2310 ·  2311 ·  2312 ·  2313 ·  2314 ·  2315 ·  2316 ·  2317 ·  2318 ·  2319 ·  2320 ·  2321 ·  2322 ·  2323 ·  2324 ·  2325 ·  2326 ·  2327 ·  2328 ·  2329 ·  2330 ·  2331 ·  2332 ·  2333 ·  2334 ·  2335 ·  2336